# Eupithecia cohabitans
Eupithecia cohabitans är en fjärilsart som beskrevs av Claude Herbulot 1972. Eupithecia cohabitans ingår i släktet Eupithecia och familjen mätare. Inga underarter finns listade i Catalogue of Life.